# Tom Raffy
Pour les articles homonymes, voir Raffy.
Pas d'image ? Cliquez ici

a Compétitions nationales et continentales officielles uniquement.

b Matchs officiels uniquement.
Dernière mise à jour le 10 juillet 2025.
Tom Raffy, né le 26 juillet 2004 à Saint-Céré (France), est un joueur français de rugby à XV. Il évolue principalement au poste de demi d'ouverture.

## Biographie

### Jeunesse et formation
Tom Raffy naît à Saint-Céré dans le département français du Lot. En 2009, il commence la pratique du rugby à XV au Saint-Céré Rugby,. Il est retenu par la sélection du Lot durant son passage au club.
À partir de 2018, il rejoint le CA Brive en catégorie Gauderman et est accueilli par la famille Carbonneau, le père, Philippe, et le fils Léo, du même âge que Tom Raffy, qui devient son ami. Au CA Brive, il retrouve également Mathis Ferté, qu'il a cotoyé en sélection du Lot, avec qui il lie des relations d'amitié,.
Par la suite, il fait partie du pôle espoirs de Brive. En mars 2022, il signe son premier contrat espoir avec le club briviste,. Le même mois, il est retenu par l'équipe de France des moins de 18 ans et dispute les rencontres face à l'Angleterre et l'Italie lors de la préparation du Festival des Six Nations avec Léo Carbonneau,. En avril, il est finalement convoqué pour le Festival des Six Nations.

### Carrière professionnelle
Tom Raffy participe à la première étape du Supersevens en août 2022 avec le CA Brive. Lors de la troisième journée de Top 14, le 24 septembre 2022, il fait ses débuts dans la compétition à dix-huit ans lorsqu'il remplace prématurément Enzo Hervé blessé en première période contre le Castres olympique. Le 8 octobre, il est titularisé pour la première fois contre le RC Toulon. En décembre, il découvre la Challenge Cup face à la province irlandaise du Connacht et il inscrit son premier essai en professionnel mais son équipe s'incline 31 à 24. Par la suite, en janvier, il est retenu par l'équipe de France des moins de 20 ans à l'occasion du Tournoi des Six Nations 2023. Après avoir disputé la première journée en tant que titulaire contre l'Italie, il est reconduit pour la deuxième rencontre face à l'Irlande, formant la charnière titulaire avec son coéquipier en club Léo Carbonneau,. En avril suivant, il joue avec l'équipe de France moins de 20 ans développement et inscrit douze points au pied lors de la victoire 52 à 26 contre leurs homologues irlandais. En fin de saison, son club est relégué en Pro D2, à partir de la saison 2023-2024, après avoir terminé dernier du Top 14. Au cours de la saison, il dispute un total de onze matchs, trois en tant que titulaire, et inscrit huit points avec le CA Brive. De plus, il signe une prolongation de contrat avec son club formateur, le liant jusqu'en 2026 avec ce dernier. Début juin 2023, alors qu'il est présélectionné pour le Championnat du monde junior, il n'est finalement pas retenu pour la compétition.
Pour sa première saison en Pro D2, il engrange beaucoup de temps de jeu lors de la première partie de saison et est également utilisé au poste inhabituel d'arrière à deux reprises,, cependant son entraîneur Patrice Collazo lui préfère Jackson Garden-Bachop (en) à l'ouverture. En janvier 2024, il se montre décisif en inscrivant seize points lors d'une victoire 38 à 13 contre l'US Montauban. Fin janvier, il est annoncé dans un groupe de vingt-six joueurs pour la première journée du Tournoi des Six Nations des moins de 20 ans. Il joue seulement lors de la première rencontre, perdue 31 à 37 contre l'Irlande, où il marque onze points, étant ensuite libéré pour jouer avec son club en Pro D2. De retour en club, il enchaîne les rencontres avec cinq titularisations en neuf matchs. En fin de saison, étant titulaire en l'absence de Stuart Olding, malgré un bon match de sa part où il inscrit 26 points, son équipe est éliminée 33 à 31 en barrages contre l'AS Béziers et reste en Pro D2,. Pendant la saison, avec son club, il est le meilleur réalisateur avec 130 points marqués en vingt-quatre matchs, pour treize titularisations, et une réussite de 75,4 % face aux perches,. En juin 2024, il est nommé en tant que réserviste pour le Championnat du monde junior mais n'est à nouveau pas convoqué durant la compétition.
Lors de la saison 2024-2025, il connaît une première titularisation à l'occasion de la troisième journée de Pro D2 contre l'USON Nevers. Par la suite, il est peu utilisé et joue avec les espoirs,. Il fait son retour avec les professionnels durant le mois de novembre, en tant que titulaire, à la suite de la blessure du demi d'ouverture titulaire Curwin Bosch, mais après une première période compliqué il est remplacé par Stuart Olding,. De nouveau, il est peu utilisé lors du reste de la saison et évolue avec les espoirs,. Début avril 2025, alors que le CA Brive lui a proposé une prolongation de contrat, il est annoncé qu'il a visité les installations de l'ASM Clermont en vue de la saison prochaine,. Le 21 avril suivant, il est annoncé qu'il rejoint le club clermontois dans le cadre d'un prêt d'une saison, le joueur restant sous contrat jusqu'en 2028 avec son club formateur. Peu utilisé lors de la saison, étant principalement barré par la concurrence de Curwin Bosch et de Stuart Olding, il ne dispute que huit matchs, dont quatre comme titulaire.

## Statistiques

### En club
| Saison         | Club           | Championnat | Championnat | Championnat | Championnat | Championnat | Championnat | Championnat | Compétitions EPCR    | Compétitions EPCR    | Compétitions EPCR    | Compétitions EPCR    | Compétitions EPCR    | Compétitions EPCR    | Compétitions EPCR    |
| Saison         | Club           | Compétition | M           | Pts         | Ess.        | Pén.        | Tr.         | Dp.         | Compétition          | M                    | Pts                  | Ess.                 | Pén.                 | Tr.                  | Dp.                  |
| -------------- | -------------- | ----------- | ----------- | ----------- | ----------- | ----------- | ----------- | ----------- | -------------------- | -------------------- | -------------------- | -------------------- | -------------------- | -------------------- | -------------------- |
| 2022-2023      | CA Brive       | Top 14      | 8           | 3           | -           | 1           | -           | -           | Challenge Cup        | 3                    | 5                    | 1                    | -                    | -                    | -                    |
| 2023-2024      | CA Brive       | Pro D2      | 24          | 125         | 1           | 23          | 24          | 1           | Pas de qualification | Pas de qualification | Pas de qualification | Pas de qualification | Pas de qualification | Pas de qualification | Pas de qualification |
| 2024-2025      | CA Brive       | Pro D2      | 8           | 25          | -           | 5           | 5           | -           | Pas de qualification | Pas de qualification | Pas de qualification | Pas de qualification | Pas de qualification | Pas de qualification | Pas de qualification |
| Total CA Brive | Total CA Brive | Top 14      | 8           | 3           | 0           | 1           | 0           | 0           | Challenge Cup        | 3                    | 5                    | 1                    | 0                    | 0                    | 0                    |
| Total CA Brive | Total CA Brive | Pro D2      | 32          | 150         | 1           | 28          | 29          | 1           | Challenge Cup        | 3                    | 5                    | 1                    | 0                    | 0                    | 0                    |

### En équipe nationale
Tom Raffy dispute trois matchs avec l'équipe de France des moins de 20 ans en deux saisons, prenant part à deux éditions du Tournoi des Six Nations en 2023 et 2024.

## Palmarès
Néant